# Veletov
Veletov település Csehországban, a Kolíni járásban. Veletov Týnec nad Labem, Starý Kolín, Konárovice és Svatý Mikuláš településekkel határos. Lakosainak száma 252 fő (2024. január 1.).

## Népesség
A település lakosságának változását az alábbi diagram mutatja:
| Lakosok száma | 380  | 403  | 382  | 313  | 233  | 223  | 240  | 257  | 254  | 252  |
|               | 1869 | 1890 | 1921 | 1950 | 1980 | 2001 | 2017 | 2019 | 2022 | 2024 |